# Gouvernement provisoire de Belgique
 (décembre 2022).
Pour les articles homonymes, voir Gouvernement provisoire de Belgique (1814–1815).
 Gouvernement de Gerlache
Le gouvernement provisoire de Belgique est issu de la révolution belge, qui, elle-même, commença par un mouvement local, l'émeute de Bruxelles du 25 août 1830. Ce même mouvement se transforma peu à peu en une insurrection généralisée ; la transformation vers un gouvernement provisoire aura nécessité un mois entier. Ce dernier se chargea de donner des bases solides au nouvel État en plein processus de création, alors même que les révolutionnaires achevaient la libération du territoire et s'occupaient de poursuivre les troupes hollandaises démoralisées et en pleine fuite. 
De ces journées de septembre, plus précisément le 24 septembre 1830, à 19 heures, à l'hôtel de ville de Bruxelles, naquit donc un gouvernement provisoire, alors nommé Commission administrative.

## Commission administrative
La Commission scelle son existence dans le premier acte qu'elle rédige par les mots qui suivent : « Depuis deux jours Bruxelles est dépourvue de toute espèce d'autorité constituée ; l'énergie et la loyauté populaire en ont tenu lieu : mais tous les bons citoyens comprennent qu'un tel état de choses ne peut durer sans compromettre la ville et le triomphe d'une cause dont le succès dès hier est assuré. Des citoyens guidés par le seul amour du pays, ont accepté provisoirement un pouvoir qu'ils sont prêts à remettre en des mains plus dignes, aussitôt que les éléments d'une autorité nouvelle seront réunis. »
Les citoyens qui composent cette Commission nouvelle le soir même de sa création sont Charles Rogier, révolutionnaire, avocat de profession à Liège et lui-même rédacteur du premier acte du gouvernement cité précédemment, ensuite André Jolly, militaire de carrière et ancien officier du génie, et enfin le baron Emmanuel van der Linden d'Hooghvorst. Deux secrétaires sont nommés, le même jour, au gouvernement provisoire par ce dernier ; il s'agit de Joseph Vanderlinden et Feuillen de Coppin.
La Commission administrative rédige alors une proclamation à l'attention de la population bruxelloise. Celle-ci a pour but de galvaniser ces habitants afin que les effets de la révolution ne perdent pas en intensité. Leur but étant, au contraire, que ces effets perdurent jusqu'à la mise en place d'un gouvernement définitif et stable ne permettant plus à "l'ennemi", tel que cité, de reprendre le contrôle sur le territoire. Elle rédige ensuite, le même jour, une seconde proclamation, cette fois-ci à l'attention de la population des campagnes, dans laquelle elle appelle ces habitants à l'approvisionnement en vivres de la ville de Bruxelles.
Dès le lendemain, la responsabilité du trésor est attribuée à Joseph Vanderlinden au sein de la Commission administrative. Son poste précédent, laissé vacant, est attribué à Joseph Nicolay. À partir de ce même jour, Bruxelles est considérée, par les forces révolutionnaires et la Commission administrative, comme délivrée du joug hollandais. En effet, cette dernière écrit le 25 septembre 1830 : « Hier, à 8 heures du soir, l'ennemi incendiait Bruxelles : aujourd'hui, à 8 heures du matin, l'ennemi fuit dans le plus grand désordre devant notre bourgeoisie aidée de ses alliés. Le sang belge va cesser de couler. »

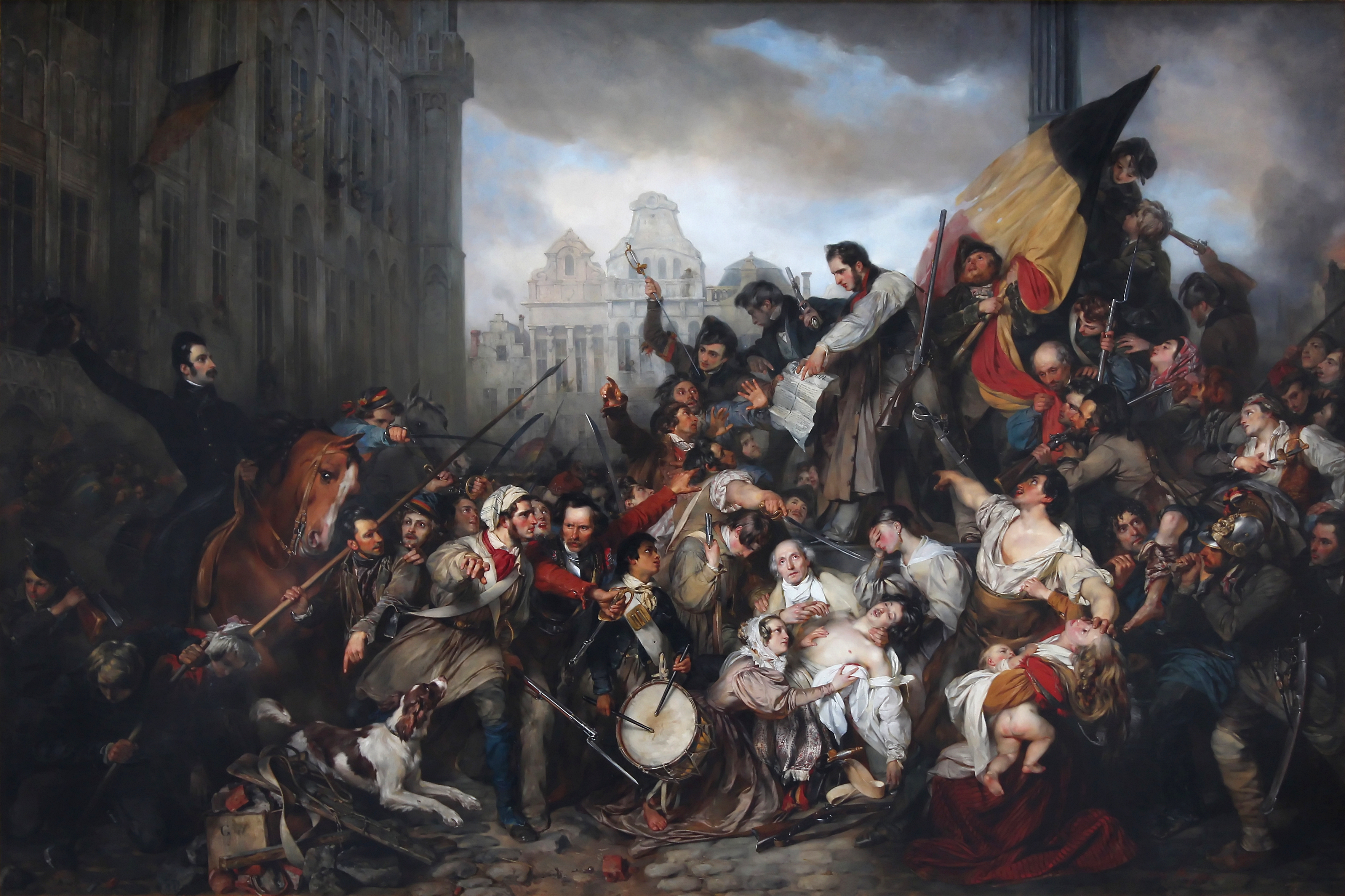
Épisode des journées de septembre 1830 par Gustave Wappers en 1834. On peut apercevoir, sur le tableau, Louis de Potter, futur membre du gouvernement provisoire, embrassant le drapeau belge. Source : Musées Royaux des Beaux-Arts de Belgique.

La formation du gouvernement étant à présent définie, celle-ci est officialisée le 26 septembre 1830 dans le Bulletin des arrêtés et actes du gouvernement provisoire de la Belgique en se justifiant par les mots qui suivent : « Vu l'absence de toute autorité tant à Bruxelles que dans la plupart des villes et communes de la Belgique ; considérant que, dans les circonstances actuelles, un centre général d'opérations est le seul moyen de vaincre nos ennemis et de faire triompher la cause du peuple belge ; arrête : le gouvernement provisoire demeure constitué de la manière suivante… ».
La Commission administrative prend également, ce jour-là, le nom officiel de « Gouvernement provisoire » et s'adjoint, en tant que membres supplémentaires de celui-ci, Félix de Mérode, banni en France par le gouvernement hollandais ayant précédé, mais aussi Sylvain Van de Weyer et Alexandre Gendebien, de retour de Valenciennes. Le 28 septembre, Louis de Potter, rentrant d'exil, devient également membre du Gouvernement provisoire.

## Comité central
Le gouvernement provisoire désigne des comités qui se chargent de la réorganisation. De ce fait, considérant que la tâche la plus pressante, en ces circonstances est l’expédition des affaires, tout retard dans l’expédition de celles-ci pouvait avoir de lourdes conséquences.
Pour cela, le gouvernement provisoire désigne en son sein, le 28 septembre 1830, un comité central qui se charge de l’exécution des mesures prises sur les rapports des comités spéciaux.
Ce comité est alors constitué de Louis de Potter (chef), Charles Rogier, Sylvain Van de Weyer, Félix de Mérode et plus tard, le 10 octobre, Alexandre Gendebien.

## Evolution du gouvernement provisoire: la séparation des pouvoirs.
Du fait de la situation instable de la Belgique, les pouvoirs exécutifs et législatifs étaient tous les deux exercés par le gouvernement provisoire. Il était nécessaire de séparer les pouvoirs pour garantir le caractère démocratique de ce nouvel état.
Le gouvernement provisoire déclare l’indépendance de la Belgique dans un décret du 4 octobre 1830.

### Pouvoir législatif

#### Congrès national
Dans ce décret du 4 octobre 1830, le gouvernement avait arrêté qu’il serait convoqué un congrès national, et fixa sa réunion au 10 novembre 1830. Pour élaborer ce projet de congrès national, le gouvernement provisoire institua une commission chargée de ce travail.
- Modalités

Le congrès sera constitué de 200 membres, élus directement sur base d’un suffrage censitaire ; l’élection de ce congrès se fit le 5 novembre 1830.
- Inauguration

Le 10 novembre 1830, Louis de Potter, récemment revenu de son exil en France lorsque le pays était encore sous domination néerlandaise, prononça le discours d’ouverture du congrès national, et au nom du peuple belge, le déclara installé. L’inauguration du congrès national marqua la fin de l’exercice, par le gouvernement provisoire, des pouvoirs exécutifs et législatifs, le pouvoir législatif appartenant de facto au seul organe législatif ; le Congrès National.

### Pouvoir exécutif

#### Gouvernement provisoire
Le 12 novembre, par patriotisme et désintéressement, le gouvernement provisoire remit sa démission au congrès national. Le congrès décida que la charge temporaire du pouvoir exécutif resterait l’affaire du gouvernement provisoire. Dans les faits, cette charge sera entièrement assumée par le comité central.

#### Régence
Sur une proposition relative à la nomination d’un régent, et sur la demande du gouvernement provisoire de nommer un pouvoir exécutif dans les termes de la Constitution, le congrès, le 23 février 1831, décréta une régence et proclama son président, Erasme-Louis Surlet de Chokier, régent de la Belgique. Le 24 février 1831, le gouvernement provisoire résigna ses fonctions dans le sein du congrès national.